# Liste der Biografien/Aut
Liste der Biografien |
Portal Biografien |
Personensuche
# |
A |
B |
C |
D |
E |
F |
G |
H |
I |
J |
K |
L |
M |
N |
O |
P |
Q |
R |
S |
T |
U |
V |
W |
X |
Y |
Z |
?
 
Aa |
Ab |
Ac |
Ad |
Ae |
Af |
Ag |
Ah |
Ai |
Aj |
Ak |
Al |
Am |
An |
Ao |
Ap |
Aq |
Ar |
As |
At |
Au |
Av |
Aw |
Ax |
Ay |
Az
 
Aua |
Aub |
Auc |
Aud |
Aue |
Auf |
Aug |
Auh |
Aui |
Auj |
Auk |
Aul |
Aum |
Aun |
Aup |
Aur |
Aus |
Aut |
Auv |
Auw |
Aux |
Auz
Die Liste der Biografien führt alle Personen auf, die in der deutschsprachigen Wikipedia einen Artikel haben. Dieses ist eine Teilliste mit 86 Einträgen von Personen, deren Namen mit den Buchstaben „Aut“ beginnt.

## Aut

### Auta
- Autain, Clémentine (* 1973), französische Journalistin und Politikerin
- Autant-Lara, Claude (1901–2000), französischer Filmregisseur, Kostümbildner und Politiker, MdEP

### Autb
- Autbert von Cambrai († 669), Bischof von Arras und Cambrai

### Aute
- Aute, Luis Eduardo (1943–2020), spanischer Dichter und Liedermacher
- Autengruber, Michael (* 1961), deutscher Phaleristiker, Historiker und Theologe
- Autengruber, Peter (* 1958), österreichischer Historiker und Hochschullehrer
- Autenrieth, Edmund Friedrich (1842–1910), deutscher Bauingenieur und Hochschullehrer
- Autenrieth, Emil (1867–1941), württembergischer Oberamtmann
- Autenrieth, Georg Emil (1900–1983), deutscher evangelischer Missionar in China
- Autenrieth, Heinz (1906–1984), deutscher Jurist
- Autenrieth, Hermann Friedrich (1799–1874), deutscher Mediziner
- Autenrieth, Ingo (* 1962), deutscher Mediziner
- Autenrieth, Jakob Friedrich (1740–1800), württembergischer Hochschullehrer, Rentkammerdirektor und Geheimrat
- Autenrieth, Johann Heinrich Ferdinand (1772–1835), deutscher Mediziner
- Autenrieth, Johanne (1923–1996), deutsche Paläografin und Mittellateinische Philologin
- Autenrieth, Julian (* 1992), deutscher Segelweltmeister
- Autenrieth, Karl (1777–1854), badischer Oberamtmann und Oberhofgerichtsrat
- Autenrieth, Laurentius (1483–1549), deutscher Benediktinerabt
- Autenrieth, Ludwig August von (1802–1872), deutscher Jurist und Politiker
- Autenrieth, Manfred (* 1937), deutscher Jurist, Landrat des Landkreises Rottweil (1973–2002)
- Autenrieth, Otto (1868–1942), deutscher Musikpädagoge, Volksliedsammler und politischer Schriftsteller
- Autenrieth, Wilhelm (1863–1926), deutscher Pharmazeut
- Autenrieth-Gander, Hulda (1913–2006), Schweizer Juristin und Präsidentin der Zürcher Frauenzentrale
- Auterhoff, Harry (1915–1983), lettischer Chemiker und Pharmazeut
- Auteri Pepe, Clara (1918–2018), italienische Schauspielerin
- Auteri, Laura (* 1953), italienische Germanistin
- Auteri-Manzocchi, Salvatore (1845–1924), italienischer Opernkomponist
- Autesserre, Séverine (* 1976), französisch-US-amerikanische Politikwissenschaftlerin
- Autet, Gerard (* 1978), spanischer Fußballspieler
- Auteuil, Daniel (* 1950), französischer SchauspielerDaniel Auteuil (* 1950)

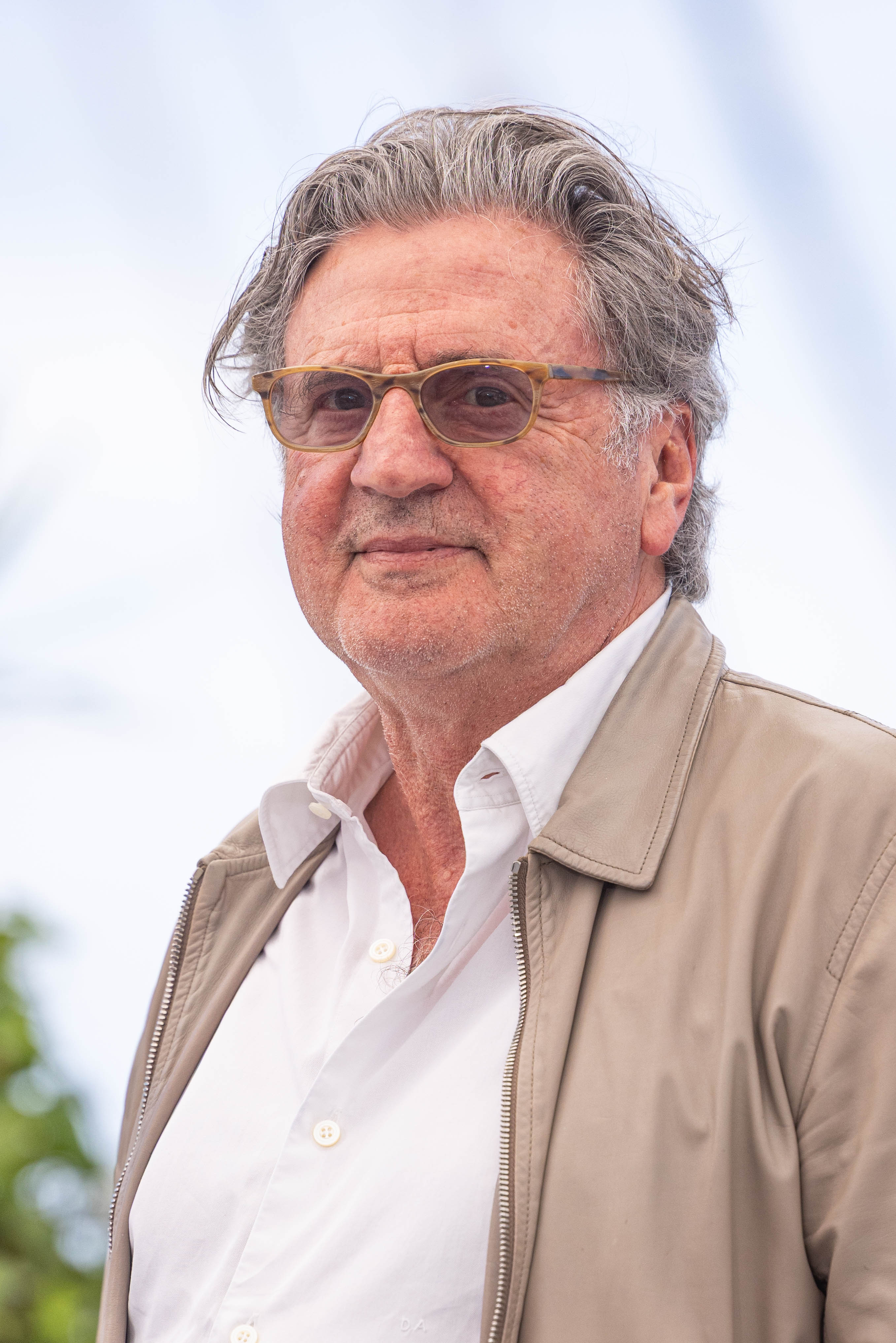
Daniel Auteuil (* 1950)

- Autexier, Christian (1944–2011), französischer Jurist
- Autexier, Philippe (1954–1998), französischer Musikwissenschaftler

### Auth
- Auth, Ferdinand (1914–1995), deutscher Politiker (SPD), MdL
- Auth, Joachim (1930–2011), deutscher Physiker und Hochschullehrer
- Auth, Senta (* 1974), deutsche Schauspielerin
- Authari († 590), König der Langobarden
- Autharius, fränkischer Adliger
- Authén, Otto (1886–1971), norwegischer Turner
- Authom, Maxime (* 1987), belgischer Tennisspieler
- Authors, Dylan (* 1996), kanadischer Schauspieler
- Authorsen, Sven (* 1967), deutscher Eiskunstläufer
- Authville Des Amourettes, Charles-Louis d’ (1716–1762), französischer Militär und Enzyklopädist

### Auti
- Autichamp, Antoine-Joseph-Eulalie de Beaumont d’ (1744–1822), französischer General
- Autichamp, Charles Marie Auguste de Beaumont d’ (1770–1852), französischer General
- Autichamp, Jean Thérèse de Beaumont d’ (1738–1831), französischer General
- Autié, Léonard-Alexis († 1820), französischer Hoffriseur und Impresario
- Autiero, Antonio (* 1948), italienischer römisch-katholischer Theologe und Philosoph
- Autin, Jean-Paul, französischer Jazzmusiker (Saxophone, Bassklarinette)
- Autio, Asko (* 1953), finnischer Skilangläufer
- Autio, Iina (* 1987), finnische Unihockeyspielerin
- Autio, Narelle (* 1969), australische Fotografin
- Autio, Oskar (* 1999), finnischer Eishockeytorwart
- Autissier, Isabelle (* 1956), französische SeglerinIsabelle Autissier (* 1956)

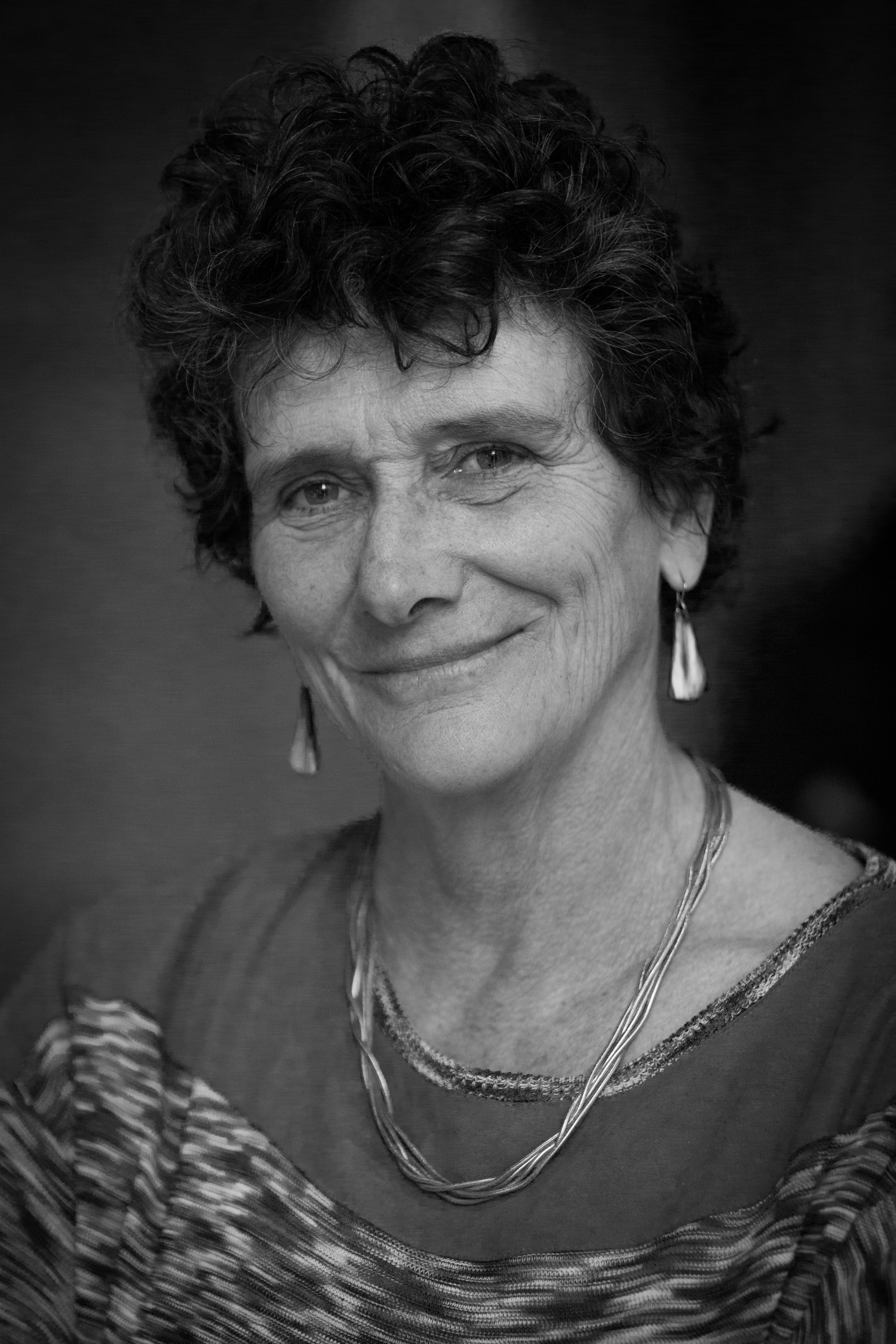
Isabelle Autissier (* 1956)

### Auto
- Autobulos, antiker griechischer Maler
- Autodikos, Sohn des Agathokles, Leibwächter von Philipp III. Arrhidaios
- Autokles, griechischer Redner, Stratege und Politiker
- Autolykos, griechischer Athlet
- Autolykos von Pitane, antiker griechischer Astronom und Mathematiker
- Autonne, Léon (1859–1916), französischer Ingenieur und Mathematiker
- Autophradates, Satrap von Lydien und Ionien
- Autophradates, persischer Flottenkommandant
- Autophradates, Satrap von Tapurien und Mardien
- Autori, Franco (1903–1990), US-amerikanischer Dirigent

### Autr
- Autran, Brigitte (* 1954), französische Ärztin und Professorin am Hôpital de la Salpêtrière
- Autran, Joseph (1813–1877), französischer Dichter und Schriftsteller
- Autreau, Jacques (1657–1745), französischer Maler und Dramatiker
- Autremont, Jeanne d’ (1899–1979), französische Schachspielerin
- Autret, Mathias (* 1991), französischer Fußballspieler
- Autrey, Herman (1904–1980), US-amerikanischer Jazztrompeter des Swing
- Autrith, Sepp (1896–1934), österreichischer Politiker (NSDAP), Landtagsabgeordneter
- Autronius Paetus, Publius, römischer designierter Konsul des Jahres 65 v. Chr.
- Autrum, Hansjochem (1907–2003), deutscher Zoologe
- Autrum, Otto (1877–1944), deutscher Jurist in der Postverwaltung
- Autry, Adrian (* 1972), US-amerikanischer Basketballspieler
- Autry, Denico (* 1990), US-amerikanischer Footballspieler
- Autry, Gene (1907–1998), US-amerikanischer Country-Sänger und SchauspielerGene Autry (1907–1998)

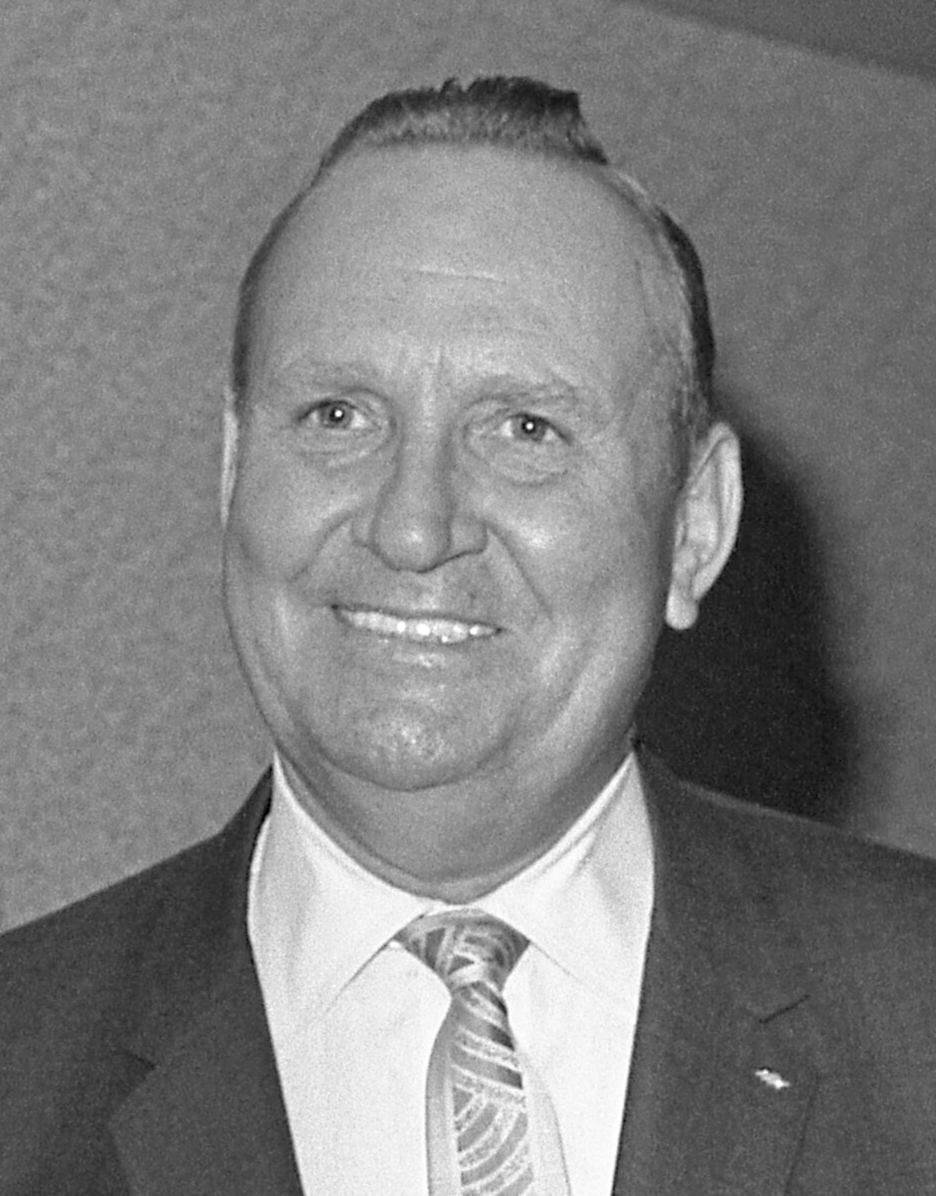
Gene Autry (1907–1998)

### Auts
- Autsch, Angela Maria (1900–1944), deutsche Nonne und NS-Opfer
- Autsch, Max, deutscher Jazzmusiker (Schlagzeug, Komposition)
- Autschbach, Peter (* 1961), deutscher Gitarrist, Komponist und Musikpädagoge

### Autt
- Auttapon Sangtong (* 2004), thailändischer Fußballspieler
- Autthagowit Jantod (* 1998), thailändischer Fußballspieler
- Autti, Antti (* 1985), finnischer Snowboarder

### Autu
- Autumn, Emilie, US-amerikanische Sängerin
- Autuori, Paulo (* 1956), brasilianischer Fußballtrainer
- Autuoro, Michele (* 1966), italienischer römisch-katholischer Geistlicher, Weihbischof in Neapel

### Autz
- Autz, Karl (* 1949), österreichischer Fußballspieler